# جبال الأنقسنا
جبال الأنقسنا هي سلسلة جبلية تقع في ولاية النيل الأزرق جنوب شرقي السودان، وتُعد من أبرز المعالم الجغرافية والطبيعية والأنثروبولوجية في المنطقة. عُرفت قديماً باسم "جبال تابي"، وتقع بين نهري النيل الأزرق والنيل الأبيض، ضمن النطاق الإداري لمحافظة باو. تبعد قرابة 75 كيلومتراً جنوب غرب عاصمة الولاية مدينة الدمازين، وتحدها منطقة الرنك والنيل الأبيض غرباً حتى داندرو جنوباً.

## الجغرافيا والتضاريس
تمتد جبال الأنقسنا على مساحة تُقدر بحوالي 20 ميلاً من الشمال إلى الجنوب، و35 ميلاً من الشرق إلى الغرب، محاطةً بسُهول طينية ورملية واسعة. تشمل السلسلة جبالًا معروفة مثل جبل قلي، جبل أقدي، جبل البنوك، وتورنانسي. تتميز بتكوينات بركانية وأحواض قاعدية مكونة من صخور السربنتين والجرانيت، وتنتشر فيها أودية عميقة مع موارد مائية طبيعية تشمل نهر سودا والينابيع الجبلية.

## المناخ والنباتات
يتسم مناخ جبال الأنقسنا بمناخ استوائي موسمي مع متوسط درجات حرارة يتراوح بين 21 و27 درجة مئوية (70-80 فهرنهايت) على مدار السنة. يسود الجو الحار قبيل موسم الأمطار، فيما يكون بارداً نسبياً في سبتمبر. تتلقى المنطقة أمطاراً غزيرة من أبريل حتى نوفمبر، وتتميز بنباتات كثيفة تشمل السنط، الأبَنوس، الكَتر، والسِدر، مع تناقص كثافة الحشائش باتجاه الشمال.

## السكان والأنثروبولوجيا
تسكن جبال الأنقسنا مجموعات عرقية تعرف بـ"الأنقسنا"، تنتشر في مناطق جبل أقدي، بوط، بلموط، سيداك، بقيس، وكلقو. بلغ عدد سكان المنطقة حوالي 129,940 نسمة حسب إحصاء عام 1993. يتحدث السكان اللغة العربية إلى جانب لغاتهم المحلية، ويمارسون الإسلام إضافة إلى معتقدات تقليدية.
يرجع سكان الأنقسنا إلى العنصر الزنجي، وقد تأثروا تاريخياً بقبائل عربية رعوية مثل الكواهلة وكنانة ورفاعة. أثر قانون "المناطق المقفولة" (1921–1932) الذي فرضه الاستعمار البريطاني على عزل المنطقة، مما أدى إلى تأخر الخدمات التعليمية والصحية والتنمية الاقتصادية.

## التاريخ
كانت جبال الأنقسنا جزءًا من مملكة فازوغلي في العهد السناري، والتي كانت تمد سلطنة الفونج بالذهب والرقيق والجلود. في عهد الحكم التركي والمهدية، أصبحت المنطقة مركزًا لصيد الرقيق، مما دفع السكان إلى التحصن في الجبال.
استمرت العزلة خلال الاستعمار الإنجليزي بسبب القيود على حركة السكان والتجارة، مما أدى إلى تأخر التنمية. بعد الاستقلال، بدأت المطالبات المحلية بالخدمات الأساسية، مما ساعد على إدخال التعليم والخدمات الصحية تدريجياً.

## الاقتصاد والمعيشة
يعتمد السكان على الزراعة والرعي، ويزرعون الذرة، التمباك، الشطة، والبامية باستخدام أدوات بدائية. يمارسون العمل التعاوني المعروف بـ"النفير"، وتمتاز القبيلة بالملكية الجماعية للأرض. تلعب الماشية دورًا اجتماعيًا واقتصاديًا هامًا في المناسبات والمهرجانات، كما يعمل البعض في رعي مواشي القبائل المجاورة.
تشمل الصناعات الحرفية الحدادة، صناعة الربابة، السيوف، أدوات الزينة النسائية، وأدوات الزراعة.

## الصراعات والتحديات
شهدت المنطقة نزاعات متكررة مرتبطة بالمراعي والزراعة، خاصةً مع توسع الزراعة الآلية والقطع الجائر للأشجار. تأثرت بيئيًا واجتماعيًا نتيجة الصدام بين الرعاة والمزارعين. ظهرت طقوس محلية مثل "جدع النار" للحفاظ على السلام الاجتماعي خلال موسم الحصاد.

## النزاع السياسي والتاريخي
تحولت جبال الأنقسنا إلى مركز صراع سياسي واجتماعي بسبب موقعها الحدودي مع جنوب السودان وتنوعها الإثني والديني واللغوي. تأثرت المنطقة بقانون "المناطق المقفولة" (1921-1932) الذي فرضه الاستعمار البريطاني، مما أدى إلى عزلة وتهميش سياسي واقتصادي.
تصاعدت النزاعات بسبب المنافسة على الموارد ومسارات الرعي والزراعة، إضافة إلى الصراع المستمر بين الحكومة السودانية والحركة الشعبية لتحرير السودان – شمال، التي تمثل قبيلة الأنقسنا من خلال قادتها مثل مالك عقار، عضو مجلس السيادة الانتقالي.
كانت جبال الأنقسنا تاريخياً جزءًا من مملكة الفونج، التي تشكلت من تحالف قبائل "الهمج" و"العبدلاب"، ولا تزال المنطقة تحتفظ بنظام "المكوك" التقليدي الذي يعكس جذورها التاريخية.